# This is America (película)
This is América es un filme mondo y falso documental que muestra el lado desenfrenado de la sociedad de los Estados Unidos: la sangrienta cultura del automóvil, los accidentes de tránsito y sus espectáculos de carreras; los premios de la industria cinemetográfica del porno; concursos de belleza de chicas desnudas; exóticas terapias sexuales; juguetes sexuales; cultos religiosos extraños y diversas formas de pensamiento, por citar solo algunos.

## Reparto
- Ulli Lommel - Narrador.
- Norman Rose - Narrador.
- Anibal O. Lleras - Mercenario
- Don Imus - presentador del concurso de belleza desnuda.
- Faxe Fone - Actriz porno.
- Ron Jeremy - Actor porno.
- Helen Madigan - Actriz porno.
- Darvy Lloyd Rains  - Actriz porno.
- Marc Stevens - Actor Porno.
- Arnold Schwarzenegger - Físicocontructivista
- Holly Woodlawn - Holly Woodlawn

## Doblaje al español
| Personaje | Actor Original (Estados Unidos) | Actor de doblaje (Hispanoamérica) | Actor de doblaje (España) |
| --------- | ------------------------------- | --------------------------------- | ------------------------- |
| Narrador  | Ulli Lommel                     | John Gres                         | ¿?                        |